# Paraphrynus grubbsi
Paraphrynus grubbsi är en spindeldjursart som beskrevs av James Cokendolpher och Sissom 200. Paraphrynus grubbsi ingår i släktet Paraphrynus och familjen Phrynidae. Inga underarter finns listade i Catalogue of Life.